# (12288) Verdun
(12288) Verdun (1991 GC6) – planetoida z pasa głównego asteroid okrążająca Słońce w ciągu 3,28 lat w średniej odległości 2,21 j.a. Odkryta 8 kwietnia 1991 roku.